# Trey Thompkins
Howard Samuel Thompkins III, detto Trey (Lithonia, 29 maggio 1990), è un cestista statunitense.

## Carriera
È stato selezionato dai Los Angeles Clippers al secondo giro del Draft NBA 2011 (37ª scelta assoluta).

## Statistiche

### College
| Anno      | Squadra          | PG | PT | MP   | TC%  | 3P%  | TL%  | RP  | AP  | PRP | SP  | PP   |
| --------- | ---------------- | -- | -- | ---- | ---- | ---- | ---- | --- | --- | --- | --- | ---- |
| 2008-2009 | Georgia Bulldogs | 28 | 23 | 26,0 | 43,4 | 38,4 | 72,6 | 7,4 | 0,8 | 1,0 | 1,1 | 12,6 |
| 2009-2010 | Georgia Bulldogs | 31 | 29 | 31,0 | 48,3 | 37,7 | 76,2 | 8,3 | 1,9 | 1,0 | 1,2 | 17,7 |
| 2010-2011 | Georgia Bulldogs | 30 | 29 | 31,2 | 48,1 | 31,1 | 68,9 | 7,6 | 1,4 | 1,1 | 1,7 | 16,4 |
| Carriera  | Carriera         | 89 | 81 | 29,5 | 46,9 | 35,7 | 72,9 | 7,8 | 1,4 | 1,0 | 1,3 | 15,7 |

### NBA

#### Regular Season
| Anno      | Squadra       | PG | PT | MP  | TC%  | 3P%  | TL%  | RP  | AP  | PRP | SP  | PP  |
| --------- | ------------- | -- | -- | --- | ---- | ---- | ---- | --- | --- | --- | --- | --- |
| 2011-2012 | L.A. Clippers | 24 | 0  | 5,0 | 39,3 | 30,8 | 71,4 | 1,0 | 0,1 | 0,1 | 0,1 | 2,4 |
| Carriera  | Carriera      | 24 | 0  | 5,0 | 39,3 | 30,8 | 71,4 | 1,0 | 0,1 | 0,1 | 0,1 | 2,4 |

### Eurolega
| Anno       | Squadra         | PG  | PT | MP   | TC%  | 3P%  | TL%  | RP  | AP  | PRP | SP  | PP   |
| ---------- | --------------- | --- | -- | ---- | ---- | ---- | ---- | --- | --- | --- | --- | ---- |
| 2014-2015  | Nižnij Novgorod | 23  | 18 | 27,5 | 48,1 | 37,0 | 83,7 | 8,2 | 1,6 | 0,9 | 0,5 | 14,5 |
| 2015-2016  | Real Madrid     | 15  | 6  | 15,2 | 39,0 | 35,0 | 100  | 3,0 | 1,1 | 0,1 | 0,3 | 5,9  |
| 2016-2017  | Real Madrid     | 26  | 3  | 13,7 | 47,5 | 47,5 | 81,0 | 2,4 | 0,2 | 0,3 | 0,2 | 6,1  |
| 2017-2018† | Real Madrid     | 29  | 16 | 21,2 | 48,3 | 42,0 | 85,7 | 5,1 | 1,1 | 0,7 | 0,3 | 9,5  |
| 2018-2019  | Real Madrid     | 24  | 1  | 17,4 | 48,7 | 39,2 | 88,5 | 3,6 | 0,7 | 0,5 | 0,1 | 8,4  |
| 2019-2020  | Real Madrid     | 20  | 5  | 19,9 | 53,7 | 48,5 | 89,3 | 3,9 | 0,6 | 0,4 | 0,2 | 10,8 |
| 2020-2021  | Real Madrid     | 38  | 10 | 21,3 | 51,4 | 42,4 | 94,7 | 4,1 | 1,2 | 0,6 | 0,3 | 10,1 |
| 2021-2022  | Real Madrid     | 13  | 0  | 12,9 | 41,8 | 50,0 | 100  | 2,2 | 0,6 | 0,4 | 0,2 | 5,7  |
| 2023-2024  | Stella Rossa    | 1   | 0  | 10,2 | 33,3 | 50,0 | -    | 1,0 | 0,0 | 0,0 | 0,0 | 3,0  |
| Carriera   | Carriera        | 189 | 59 | 19,2 | 48,6 | 42,2 | 88,1 | 4,2 | 0,9 | 0,5 | 0,3 | 9,2  |

## Palmarès
- Campionato spagnolo: 4

Real Madrid: 2015-2016, 2017-2018, 2018-2019, 2021-2022
- Campionato serbo: 1

Stella Rossa: 2023-2024
- Copa del Rey: 3

Real Madrid: 2016, 2017, 2020
- Supercoppa spagnola: 4

Real Madrid: 2018, 2019, 2020, 2021
- Supercoppa VTB United League: 1

Zenit San Pietroburgo: 2022
- Eurolega: 1

Real Madrid: 2017-2018
- Lega Adriatica: 1

Stella Rossa: 2023-2024
- Coppa Intercontinentale: 1

Real Madrid: 2015